# 우파가
우파가(고대 영어: Wuffingas 우핑가스)는 571년부터 749년까지 이스트앵글리아 왕국을 지배한 왕조이다. 571년 웨하에 의해 개창되었으며 749년 앨프왈드를 끝으로 단절되었다.

## 같이 보기
- 이스트앵글리아 왕국